# Poka yoke

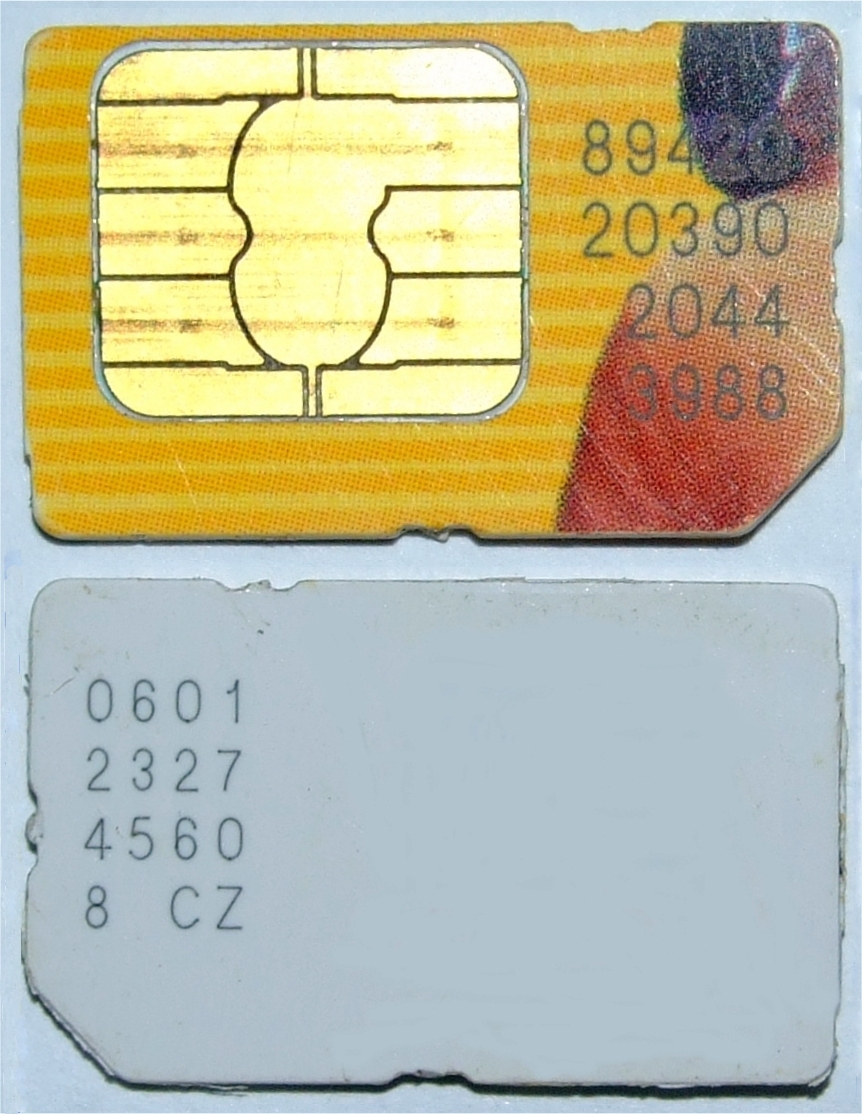
Voorbeeld van poka-yokeconstructie

Poka yoke (ポカヨケ) is een Japanse term gebruikt in lean manufacturing en betekent zoveel als foutpreventie (een poka is een onbedoelde fout en yokeru is 'voorkomen'). Het is een methode om een productieproces zodanig te vormen dat het bijna onmogelijk wordt om fouten te maken. Een operatie wordt uitgevoerd op een manier dat de correcte handeling geforceerd wordt. Het concept werd geïntroduceerd door Shigeo Shingo als deel van het Toyota Production System.
Een voorbeeld is de simkaart in gsm's. Deze is zodanig vormgegeven dat ze maar op één manier in het gsm-toestel geplaatst kan worden. Er is namelijk een bepaald hoekje "afgeknipt".